# Idaea lamprotis
Idaea lamprotis är en fjärilsart som beskrevs av Louis Beethoven Prout 1926. Idaea lamprotis ingår i släktet Idaea och familjen mätare. Inga underarter finns listade i Catalogue of Life.